# Odwrót (książka)
Odwrót – powieść polskiego pisarza Zdzisława Wróbla, wydana w roku 1981 przez Wydawnictwo Łódzkie.
Akcja powieści toczy się bezpośrednio przed, jak i podczas wojny obronnej Polski w roku 1939. Rozpoczyna się przed wybuchem wojny – 4 sierpnia, kiedy to poznajemy głównego bohatera – Andrzeja Jawora, porucznika rezerwy – a kończy się 26 września, kiedy to Andrzej składając przysięgę generałowi Tokarzewskiemu wstępuje do oddziałów walki z okupantem niemieckim – Służby Zwycięstwu Polski. Wraz z treścią poznajemy wojenne losy Andrzeja, począwszy od służby w Warszawie, poprzez przeniesienie na Pomorze w rejon Bydgoszczy, gdzie mianowano go oficerem łącznikowym, oraz historie jakie spotkały go podczas pełnienia służby w okolicach Torunia, Starogardu Gdańskiego aż po ostateczne przebijanie się przez Puszczę Kampinoską w kierunku oblężonej Warszawy. Autor wiele miejsca poświęca widokom ściśle związanym z wojną – okrucieństwa agresora, sceny po bombardowaniach, krajobraz polskich wsi i miast okresu wojny. Opisane zostają także nastroje ludności cywilnej jak i samych żołnierzy podczas pierwszych tygodni trwania konfliktu, a także pojedyncze potyczki wojsk polskich z Niemcami. Nie zostaje także pominięty wielki duch bojowy, poczucie obowiązku i heroizm jaki towarzyszy polskim żołnierzom podczas tych trudnych dni – zwłaszcza na przykładzie poszczególnych brygad kawalerii, czy 82 batalionu piechoty przedstawione w treści lektury.
Kompozycja powieści jest otwarta, gdyż nie wiadomo jak potoczyły się dalej losy głównego bohatera, po tym jak złożywszy przysięgę udał się ulicą Świętokrzyską w kierunku Solca.
Wydarzenia i fakty opisane w tej powieści zaczerpnięte zostały z dokumentów, opracowań naukowych, pamiętników, wspomnień i relacji opublikowanych w kraju i za granicą, między innymi z książek Romana Abrahama, Władysława Andersa, Ignacego Bukowskiego, Franciszka Dończyka, Wincentego Iwanowskiego, Jerzego Kirchmayera, Emila Kumora, Tadeusza Kutrzeby, Mariana Porwita, Stefana Roweckiego, Juliusza Rómmla, Stanisława Sławińskiego i Adama Zakrzewskiego.
Wiele postaci – szczególnie dotyczy to oficerów wyższych stopni – występuje pod autentycznymi nazwiskami. Nazwiska głównych bohaterów, których przeżycia stały się osnową fikcyjnych wątków powieści, zostały zmienione, chociaż fragmenty ich biografii pokrywają się z życiorysami prototypów.